# Gino Paoli
Gino Paoli (Monfalcone, GO, 23 de septiembre de 1934) es un músico y cantautor italiano, reconocido como uno de los grandes representantes de la música ligera italiana de los sesenta y setenta.
Ha escrito e interpretado grandes canciones como Il cielo in una stanza, La gatta, Senza fine, Sapore di sale, Questa lunga storia d'amore, Averti addosso; ha participado en numerosas ediciones del Festival de San Remo; ha colaborado con numerosos escuelas de música en la realización de álbumes y sencillos; ha compuesto música para bandas sonoras de películas, entre otras muchas actividades musicales.

## Biografía

### Inicios
De niño, Paoli se trasladó de Monfalcone a Génova. Tras haber estado en muchos trabajos muy alejados de la música, llegó a la casa discográfica Ricordi acompañado por sus amigos Luigi Tenco y Bruno Lauzi. Es con Ricordi con la que grabó su primer sencillo: La Gatta.
Al inicio de la década de 1960, cuando apenas había entrado en el mundo de la música, conoció a Ornella Vanoni con quien mantuvo una relación amorosa, que le inspiró algunas de sus canciones de amor más famosas: Senza fine y Il cielo in una stanza (llevada al éxito por Mina).
En 1963, llevó al éxito Sapore di sale (de cuya letra y música -como en la práctica totalidad de las canciones por él interpretadas- es el autor), canción que tuvo gran repercusión internacional. Ennio Morricone intervino en ella introduciendo algún arreglo.

### Intento de suicidio
El 11 de julio de 1963, también debido a una serie de dificultades y crisis sentimentales, Paoli intentó suicidarse disparándose en el corazón. Al respecto, dirá:
"Cada suicidio es diferente y privado. Es la única manera de elegir: porque las cosas cruciales de la vida, el amor y la muerte, no se eligen; Tú no eliges nacer, ni amar, ni morir. El suicidio es la única y arrogante forma que se le da al hombre para decidir por sí mismo. Pero yo soy la demostración de que incluso de esta manera no se puede decidir realmente". La bala perforó el corazón y se alojó en el pericardio, donde todavía está encapsulada. Cuando intentó el suicidio, estaba solo en casa. Ana, entonces mi esposa, se había ido pero había dejado las llaves a un amigo, que poco después entró a ver cómo estaba.»
A pesar de lo que dijo el cantante (« [...] la bala perforó el corazón..."), el cono de la nariz de la bala, en realidad no perforó el miocardio, sino que se detuvo en el tórax sin lesionar a los órganos vitales. Sin embargo, su proximidad a ella hacía demasiado arriesgado extraerlo del mediastino, por lo que a partir de ese día convive con la bala en el pericardio. 

### Crisis
En 1964 participó en el Festival de San Remo con Ieri ho incontra mia madre, junto a Antonio Prieto. La canción es un buen éxito al llegar a la última noche del Festival.
Después de algunas canciones no escritas por él (Lei sta con te, Rimpiangerai rimpentirai) y un álbum grabado en el estudio pero en vivo y en presencia del público (Gino Paoli en el estudio A), el contrato con RCA termina. Gino firma con CGD, pero su época dorada ha terminado. La siguiente participación en San Remo con La carta vincente fue en 1966, pero la canción no llegó a la final. En 1967 lanzó el álbum Gino Paoli and the Casuals (6 canciones cantadas por Paoli), pero el éxito comercial fue limitado.
Durante años Gino Paoli ya no será el centro de atención, vuelve a tocar por poco dinero en los salones de baile y clubes nocturnos de Liguria, donde dice que aprendió a cantar, y es a partir de este período que se encuentra con las drogas, de las que logra liberarse solo después de un terrible accidente automovilístico que no tiene consecuencias para su salud.
A finales de los años sesenta publicó unos sencillos de 45 rpm, entre ellos Se Dio ti dà (compitiendo en Un disco per l'estate 1968), Come si fa (1969), Il tuo viso di Sole (1969), canciones que más tarde se incluirían en el álbum Le due facce dell'amore (1971). También se dedicó a la actividad de cazatalentos, descubriendo y lanzando Viola Valentino, para la que en 1968 produjo su debut en 45 rpm.

### Periodo de compromiso
Después de unos años de silencio, Paoli regresó en 1971 con una trilogía de álbumes grabados para Durium: Las dos caras del amor, ya mencionados Rileggere vecchie lettere d'amore y Amare per vivere: lanzados por Renzo Arbore en sus emisiones de radio y televisión, estos álbumes dan testimonio de una visión más madura y concreta de la vida, pero su éxito se limitó a un público de admiradores. En estos años Paoli se consolidó como editora musical gracias a la adquisición de los derechos de los éxitos de los Bee Gees. Los derechos de autor que recibe a través de la editorial Senza Fine le garantizarán una supervivencia digna incluso cuando otras actividades, como la gestión de un club en la Riviera de Liguria, hayan resultado infructuosas.
El éxito de crítica le empujará posteriormente a publicar otras obras de "autor", como I semafori rossi non sono Dio, basada íntegramente en piezas del cantautor catalán Joan Manuel Serrat, Ciao, salutime un po' Zena cantada en genovés, Il mio mestiere (doble de 33 rpm) y Ha tutte le carte in regola, esta última dedicada a Piero Ciampi. Las canciones del álbum son del mismo autor de Livorno, reinterpretadas por Paoli.
Menos exitosos fueron sus sencillos, algunos de los cuales participaron sin suerte en eventos como Un disco per l'estate; Son productos bien terminados y bien arreglados, pero el público en general los desprecia y los discos no entran en las listas. Entre los títulos: No vives en silencio, Un amor de segunda mano, La chica sin nombre. Escribió junto a Carmelo Carucci la canción Di vero in fondo, también cantada por Patty Pravo.

### Retorno
Tras algunos años de silencio, Paoli volvió en 1974 con el álbum I semafori rossi non sono Dio (homenaje a Joan Manuel Serrat) y en 1977 con Il mio mestiere. En ambos álbumes muestra una visión más madura y concreta de la vida.
En la segunda mitad de los años 80, Paoli publicó numerosos álbumes, como La luna e mister Hyde y Averti addosso (1984), Cosa farò da grande (1986), L'ufficio delle cose perdute (1988), Ciao, salûtime un po' Zena y Matto come un gatto dedicado a Piero Ciampi (1991). En 1985 Gino Paoli y Ornella Vanoni hicieron una gira triunfal por Italia, de la cual surgió el álbum en directo Insieme.
En 1992, publicó su álbum Senza contorno, solo... per un'ora, del que formó parte la canción La bella e la bestia de la factoría Disney, interpretada con su hija Amanda Sandrelli (hija del cantante y de la actriz Stefania Sandrelli) y parte de la banda sonora de la película homónima de Disney.
En 1996, lanzó su Appropriazione indebita en el que Paoli reelaboró algunos clásicos de Charles Aznavour, James Taylor, John Lennon y de otros grandes músicos internacionales.
En 2004, publicó su disco Ti ricordi? No, non mi ricordo que contiene duetos con Ornella Vanoni.
En 2007, publicó Milestones - Un Incontro in Jazz (EMI/Blue Note), en colaboración con Enrico Rava, Flavio Boltro, Danilo Rea, Rosario Bonaccorso y Roberto Gatto. El disco, grabado en directo, ofrece nueve extraordinarias versiones jazz de sus más famosos éxitos, junto a tres estándares intemporales.

### Descubrimientos y colaboraciones
Como buscador de talentos, Paoli descubrió y lanzó al éxito a algunos de los más grandes nombres de la música italiana, como Lucio Dalla o el cantautor genovés Fabrizio De André.
Muchas canciones escritas por Paoli han sido interpretadas por otros cantantes de otras generaciones, aunque musicalmente distantes de su estilo musical: Claudio Villa, Carla Boni, Umberto Bindi, Luigi Tenco (de quien Paoli es gran amigo), Gianni Morandi, Patty Pravo y Franco Battiato, Zucchero Fornaciari. El guitarrista de jazz Wes Montgomery, en su álbum del 1967 Movin' Wes hizo un cover de Senza fine.
La colaboración con Pravo dio origen a unas ejecuciones espléndidas de la cantante veneciana en Non andare via de 1970 (memorable su actuación en el show de fin de año en Francia en Bravo Pravo y en Canzonissima '70) y Di vero in fondo de 1971.
En el 2000 colaboró con Giuliano Palma and The Bluebeaters en una versión de dos piezas históricas: Domani y Che Cosa C'è.
El 17 de julio de 2009 participa en el concierto colectivo "Visions de la Mediterrània" dirigido por Joan Albert Amargós en el Festival Internacional de la Porta Ferrada de Sant Feliu de Guíxols: Joan Manuel Serrat, Maria del Mar Bonet y la algueresa Franca Masu, Gino Paoli, la griega Savina Yannatou y la israelí Noa.
En la película de Isabel Coixet, Mi vida sin mí, se puede escuchar la canción de Paoli Senza fine.
El 20 de julio de 2015 en el Festival La Mar de Músicas de Cartagena participó en un concierto junto a Sílvia Pérez Cruz, Coque Malla y Christina Rosenvinge.
En 2018 la compañía Costa Cruceros utilizó Sapore di sale para un anuncio con Penélope Cruz.

### Participaciones en San Remo
Paoli ha participado en las siguientes ediciones del Festival de San Remo:
- 1961 con la canción Un uomo vivo cantada con Tony Dallara.[22]
- 1964 con la canción Ieri ho incontrato mia madre cantada con Antonio Prieto.[23]
- 1966 con la canción La carta vincente cantada con Ricardo.[24]
- 1989 con la canción Questa volta no.[25]
- 2002 con la canción Un altro amore (tercera clasificada).[26]

### Reconocimientos
- Gino Paoli recibió en el 1974 el Premio Tenco.[27]
- Premio La Mar de Músicas en Cartagena (España) en 2015.[28]

## Experiencia política
En 1987 Paoli se presentó a las elecciones en las listas del Partido Comunista Italiano siendo elegido diputado. En el congreso se integró en el grupo parlamentario de Sinistra Indipendente. En 1992 acabó su participación en la vida política. Fue también asesor de la localidad de Arenzano.

## Discografía
- 1961 - Gino Paoli
- 1962 - Le cose dell'amore
- 1964 - Basta chiudere gli occhi
- 1965 - Gino Paoli allo Studio A
- 1966 - Le canzoni per "Emmeti"
- 1967 - Gino Paoli and The Casuals
- 1971 - Le due facce dell'amore
- 1971 - Rileggendo vecchie lettere d'amore
- 1972 - Amare per vivere
- 1974 - I semafori rossi non sono Dio
- 1975 - Ciao, salutime un po' Zena
- 1976 - Le canzoni di Gino Paoli
- 1977 - Il mio mestiere
- 1978 - La ragazza senza nome
- 1979 - Il gioco della vita
- 1980 - Ha tutte le carte in regola
- 1984 - Averti addosso
- 1984 - La luna e il Sig. Hyde
- 1985 - Insieme
- 1986 - Cosa farò da grande
- 1988 - Sempre
- 1988 - L'ufficio delle cose perdute
- 1989 - Gino Paoli '89 dal vivo
- 1991 - Matto come un gatto
- 1992 - Senza contorno solo... per un'ora
- 1994 - King Kong
- 1995 - Amori dispari
- 1996 - Appropriazione indebita
- 1998 - Pomodori
- 2000 - Per una storia
- 2002 - Se
- 2004 - Una lunga storia
- 2004 - Ti ricordi? no non mi ricordo (con Ornella Vanoni)
- 2005 - Vanoni Paoli Live
- 2007 - Milestones - Un Incontro In Jazz
- 2009 - Storie
- 2011 - Un incontro in Jazz (con Flavio Boltro, Danilo Rea, Rosario Bonaccorso, Roberto Gatto)
- 2012 - Umberto Bindi, Sergio Endrigo, Bruno Lauzi e Gino Paoli – L'unica volta insieme (live 1978)
- 2012 - Due come noi che... (Gino Paoli e Danilo Rea)
- 2013 - Napoli con amore
- 2017 - 3 (Gino Paoli e Danilo Rea)
- 2019 - Appunti di un lungo viaggio